# Origine – The Black Crystal Sword Saga Part 2
Origine - The Black Crystal Sword Saga Part 2 är det italienska symfoniska power metal-bandet Ancient Bards fjärde studioalbum, utgivet i januari 2019 på Limb Music och i Japan på Avalon.
Skivan är den andra delen i serien om The Black Crystal Sword, skriven av bandets keyboardist Daniele Mazza, som inleddes med gruppens debutalbum The Alliance of the Kings - The Black Crystal Sword Saga Pt.1 (2010).
Albumet resulterade i fyra singlar: "Fantasy's Wings", "Impious Dystopia", "Light" och "Home of the Rejects". Till de tre sistnämnda spelades även in musikvideor.

## Låtlista
1. "Origine" – 2:15
2. "Impious Dystopia" – 5:41
3. "Fantasy's Wings" – 4:51
4. "Aureum Legacy" – 5:42
5. "Light" – 4:43
6. "Oscurità" – 6:20
7. "Titanism" – 5:09
8. "The Hollow" – 3:31
9. "Home of the Rejects" – 3:57
10. "The Great Divide (Part 1 - Farewell Father / Part 2 - Teardrop / Part 3 - Il grande e forte impero)" – 14:48
11. "Eredità aurea" – 5:42

Bonusspår på den japanska utgåvan
1. "Home of the Rejects" (Karaoke Version) – 3:57

## Medverkande
Musiker
- Sara Squadrani – sång
- Claudio Pietronik – gitarr
- Simone Bertozzi – gitarr, sång
- Martino Garattoni – basgitarr, körsång
- Daniele Mazza – keyboard, körsång, orkestrering
- Federico Gatti – trummor

Bidragande musiker
- Giorgia Paci – körsång
- Irene Petitto – körsång
- Claudia Saponi – körsång
- Giorgia Tordi – körsång
- Simone Mularoni – körsång

Produktion
- Simone Mularoni – producent, inspelningstekniker, mixning, mastering
- Vincent Lefevre – omslagskonst, illustrationer
- Flush Design – logotypdesign
- Matteo Ermeti – foto